# Баянзас
Баянзас (Большой Баянзас) — река в России, протекает по Крапивинскому району Кемеровской области. Устье реки находится на высоте 210 м над уровнем моря в 62 км по левому берегу реки Тайдон. Длина реки составляет 43 км.
Притоки: Кожухта, Алорья, Кедровка.

## Данные водного реестра
По данным государственного водного реестра России относится к Верхнеобскому бассейновому округу, водохозяйственный участок реки — Томь от города Новокузнецк до города Кемерово, речной подбассейн реки — Томь. Речной бассейн реки — (Верхняя) Обь до впадения Иртыша.